# Mitchell River (Australie-Occidentale)
Pour les articles homonymes, voir Mitchell River.
La Mitchell River est une rivière de la région de Kimberley, en Australie-Occidentale.
La rivière tire sa source au nord-est de Sharp Hill et traverse en direction du nord-ouest jusqu'à l'Océan Indien, traversant Walmsley Bay près de Port Warrender.
L'une des particularités bien connue de la rivière sont les Mitchell Falls, situées dans le Mitchell River National Park. Elles se divisent en trois sous-chutes sur une hauteur totale d'environ 80 m.

## Histoire
La rivière est nommée en 1921 en l'honneur du Premier ministre d'Australie-Occidentale James Mitchell par l'explorateur William Eastman.
On y retrouve neuf espèces de poisson d'eau douce.